# Електростатичний барабанний сепаратор

Електростатичний барабанний сепаратор — електростатичний сепаратор, застосовується для розділення мінералів за електропровідністю.
В електростатичних барабанних сепараторах (рис. 1) розділення частинок здійснюється за різницею у їх електропровідності. Процес сепарації відбувається таким чином. Вихідний матеріал з бункера 1 подається на заряджений барабан 3, що обертається. На поверхні барабану частинки провідників заряджаються швидко і в результаті взаємодії однойменних зарядів відштовхуються від барабану і падають у збірник провідників. Частинки непровідників заряджаються повільно, утримуються на барабані і знімаються щіткою 4 у власний збірник. Для збільшення кута відхилення провідників і підвищення ефективності розділення в сепаратори паралельно осаджувальним електродам 3 установлені відхиляючі електроди 2 протилежної полярності. Процес сепарації здійснюється більш успішно, якщо частинки додатково підзарядити, наприклад, за допомогою іонізації.
Різновидом електростатичного барабанного сепаратора є барабанний електростатичний сепаратор з протистоячим плоским електродом (рис. 2), в якому відхиляючий протилежно заряджений електрод виконаний у вигляді плоскої пластини.